# Замир, Цви
Цви Замир (ивр. צבי זמיר‎), при рождении Цвика Заржевский (англ. Zvicka Zarzevsky; 3 марта 1925, Лодзь, Польша — 2 января 2024, Тель-Авив) — израильский военный и общественный деятель, начальник внешней разведки Моссад.

## Биография
Цви Замир родился в 1925 году в польском городе Лодзь. В том же году семья Замира перебралась в Палестину. В 17-летнем возрасте, Цви Замир вступает в ряды Пальмаха. В 1946 году, британская полиция арестовывает Замира за участие в незаконных доставках выживших европейских евреев в Палестину. Он проводит год в тюрьме возле Латруна. После освобождения Замир возвращается к активной деятельности в Пальмахе, занимаясь охраной конвоев в Иерусалим.

## Армейская служба
В 1950 году, Замир назначен командиром бригады «Гивати». В 1953 году, проходит курс высшего командования в Великобритании. Во время Суэцкого кризиса Замир возглавляет бригаду «Кармели». С 1958 по 1962 год командовал бронетанковой дивизией «Гааш». В 1962—1965 годах Цви Замир руководит Южным военным округом. После этого назначен военным атташе в Англии и странах Скандинавии.

## Служба в Моссаде
Назначение Цви Замира в 1968 году на пост директора внешней разведки Моссад вызывает удивление у профессиональных работников этого ведомства. Но Замир в кратчайшее время показал свои возможности на этой должности. В 1972 году палестинские террористы из организации «Чёрный сентябрь» совершают теракт на мюнхенской Олимпиаде. Цви Замир находится в это время в Мюнхене, пытаясь помочь немецким спецслужбам в вызволении израильских спортсменов. Немцы отказываются от любой помощи и их «хороший план» проваливается. Все заложники убиты. Голда Меир поручает Моссаду организовать операцию возмездия, известную под именем «Гнев Божий». Цви Замир блестяще справляется с заданием. К концу срока его пребывания на посту директора Моссада, большинство террористов из «чёрного списка» уничтожены, включая Али Хасана Саламе, спланировавшего мюнхенский теракт.
В апреле 1973 года, агенты Моссада принимают участие в операции «Весна молодости» (אביב נעורים), по уничтожению трёх высокопоставленных деятелей ФАТХ в Ливане.
Единственным серьёзным проколом Цви Замира стала его неспособность убедить израильское правительство в намерении арабских стран начать войну в 1973 году, хотя Замир получал сведения от своего самого высокопоставленного агента в Египте — зятя президента страны Гамаля Насера, доктора Ашрафа Маруана.
Ушёл в отставку в сентябре 1974 года.

## Общественная деятельность
После отставки Цви Замир возглавлял государственные и общественные организации, среди которых крупнейшая строительная фирма Израиля «Солель-Боне», холдинговую компанию «ха-Хевра ле Исраэль» (החברה לישראל), государственную компанию по переработке нефти. В 1990 году Замир назначен председателем правительственной комиссии по выяснению причин беспорядков на Храмовой горе, в ходе которых погибли 17 палестинцев.
В 1994 году Замир был одним из основателей партии «Третий путь» (הדרך השלישית). В 1995 году, Замир является одним из членов комиссии Шамгара, выяснявшего причины убийства Ицхака Рабина.
Цви Замир также являлся первым председателем совета директоров (а затем почётным председателем) театра Гешер.
Цви Замир был женат, его сын Даниэль профессор Еврейского университета, дочь Михаль известный в Израиле писатель.
Скончался 2 января 2024 года на 99-м году жизни.

## Образ Замира в кино
- «Мюнхен» / «Munich» (Франция, Канада, США; 2005) режиссёр Стивен Спилберг, в роли генерала Замира — Ами Вайнберг.